# Hiromi Kojima
Hiromi Kojima (小島 宏美, Kojima Hiromi, Nogata, 12 december 1977) is een Japans voormalig voetballer die als middenvelder speelde.

## Carrière
Kojima speelde tussen 1996 en 2008 voor Gamba Osaka, Consadole Sapporo, Omiya Ardija, Oita Trinita, Vissel Kobe en FC Gifu.

## Japans voetbalelftal
Hij debuteerde in 2000 in het Japans nationaal elftal en speelde één interland.

## Statistieken
| Japans voetbalelftal | Japans voetbalelftal | Japans voetbalelftal |
| Jaar                 | Wed.                 | Dlp.                 |
| -------------------- | -------------------- | -------------------- |
| 2000                 | 1                    | 0                    |
| Totaal               | 1                    | 0                    |